# Оппенгеймер, Гарри Фредерик
Гарри Фредерик О́ппенгеймер (Harry Frederick Oppenheimer; 28 октября 1908, Кимберли, ЮАР — 19 августа 2000, Йоханнесбург, ЮАР) — бывший президент международной алмазно-перерабатывающей корпорации De Beers, в 2004 был включен в список «Великие Южноафриканцы».

## Биография
Родился в Кимберли в семье Эрнеста Оппенгеймера, однако большую часть жизни прожил в Йоханнесбурге.
В возрасте 13 лет прошёл церемонию обряда бар-мицва в синагоге.
После окончания начальной школы был принят в среднюю школу Чартерхаус в городе Годалминг перед обучением по специализациям Философия, Политика и Экономика в колледже Крайст Чёрч, который окончил в 1931 году.
Женившись на Бриджет Денисон Маккол, перешёл на англиканство, оставаясь верным еврейской культуре. 
Установил связи с важнейшей в Израиле алмазо-перерабатывающей и алмазо-сортировочной индустрией для поставок алмазов.
Гарри Оппенгеймер на протяжении четверти века оставался на посту президента компании Anglo American, пока не покинул этот пост в 1982 году. Одновременно с этим являлся также президентом международной алмазно-перерабатывающей корпорации De Beers на протяжении 27 лет, покинув эту должность в 1984 году. Его сын Николас, «Ники», Оппенгеймер стал заместителем президента Англо-американской корпорации в 1983 и президентом De Beers с 1988 года.
С 1948 года по 1957 год побывал спикером от оппозиции в таких отраслях, как экономика, конституция и финансы. 
Его негативные отношения к апартеиду были широко известны в те времена, как и его деятельность в области филантропии, а также и его предприимчивость в предпринимательстве. Также оказывал поддержку филантропии в Израиле.
В 1970-х годах и 1980-х годах финансировал антиапартеидскую Прогрессивную федеральную партию, которая позже объединилась с Демократическим альянсом.